# Cornutispora ciliata
Cornutispora ciliata är en lavart som beskrevs av Kalb 1993. Cornutispora ciliata ingår i släktet Cornutispora, divisionen sporsäcksvampar och riket svampar.   Inga underarter finns listade i Catalogue of Life.